# Потіївський район
Потіївський район — адміністративно-територіальна одиниця УРСР, що існувала від 1923 до 1959 року в складі Малинської, Коростенської та Волинської округ, УСРР, Київської та Житомирської областей. Адміністративний центр — село Потіївка.

## Історія та адміністративний устрій
Створений 7 березня 1923 року в складі Малинської округи з 23 сільських рад Горбулівської та Облітківської волостей Радомисльського повіту. До складу увійшли Аннопільська, Будилівська, Видиборська, Горбулівська, Гуто-Потіївська, Дитинецька, Жадьківська, Заболотська, Заньківська, Котівська, Ляхівська, Миньківська, Модилівська, Ново-Будянська, Облітківська, Пилиповицька, Потіївська, Русанівська, Свидівська, Торчинська, Чайківська та Янівська сільські ради.
10 вересня 1924 року до складу району було включено Дерманківську та Сичівську сільські ради ліквідованого Чоповицького району. 13 березня 1925 року, внаслідок ліквідації Малинської округи, район увійшов до складу Коростенської округи. Тоді ж передано до складу Радомишльського району Заболотську, Котівську та Пилиповицьку сільські ради, ліквідовано Новосілківську та Сичівську сільські ради.
17 червня 1925 року район увійшов до складу Житомирської округи. Одразу до його складу були передані Бражинська, Буківська, Добринська, Емілівська, Салівська та Селецька сільські ради розформованого Фасівського району. 7 квітня 1927 року Буківську та Дерманківську сільські ради було передано до складу відновленого Чоповицького району.
Впродовж 1926—1933 років було утворено Старобудську (27 жовтня 1926) та Вихлянську (10 березня 1933) сільські ради, відновлено Новосілківську (1 травня 1928) та Городчинську (18 грудня 1928). 2 вересня 1930 року було скасовано поділ УРСР на округи, через що, від 15 вересня 1930 року, Потіївський район, як і решта окремих адміністративних одиниць, перейшов у безпосереднє підпорядкування до республіканського центру.
9 лютого 1932 року район увійшов до складу новоствореної Київської області. 27 квітня 1936 року район було включено до складу Житомирського округу. 22 вересня 1937 року було утворено Житомирську область з Потіївським районом у складі.
В 1941-43 роках територія району входила до складу гебітскомісаріату Радомишль Генеральної округи Житомир. Було утворено 3 сільські управи: Замірівську, Колоніє-Жадьківську та Росівську.
1947 р. складався із 28 сільських рад: Браженської, Будилівської, Видиборської, Вихлянської, Ганнопільської, Горбулівської, Городчинської, Гуто-Потіївської, Дітинецької, Добринської, Ємилівської, Жадьківської, Заньківської, Іванівської, Меньківської, Моделівської, Новобудської, Новосілківської, Облітківської, Осичківської, Потіївської, Русанівської, Салівської, Свидянської, Селецької, Старобудської, Торчинської, Чайківської.
11 серпня 1954 року було ліквідовано 11 сільських рад: Браженську, Будилівську, Городчинську, Дітинецьку, Добринську, Моделівську, Новосілківську, Салівську, Свидянську, Старобудську.
21 січня 1959 року район було ліквідовано, більшість сільських рад відійшло до складу Радомишльського району, 5 (Видиборська, Ганнопільська, Горбулівська, Жадьківська, Селецька) сільських рад — до складу Черняхівського району та 1 (Ємилівська) — до складу Володарсько-Волинського району.

## Населення
За результатами Всесоюзного перепису населення 1926 року на території Потіївського району мешкало 41 898 осіб. Розподіл населення за рідними мовами був наступним:
- Українська мова — 90,7 %
- Російська мова — 1,5 %
- інші — 7,8 %

Національний склад населення за даними перепису 1926 року:
| Національність | Кількість | Частка, % |
| -------------- | --------- | --------- |
| українці       | 35938     | 85,8      |
| поляки         | 3400      | 8,1       |
| німці          | 1263      | 3,0       |
| росіяни        | 584       | 1,4       |
| євреї          | 420       | 1,0       |
| інші           | 293       | 0,7       |

За даними перепису населення СРСР 1939 року чисельність населення району становила 35 418 осіб, з них українців — 30 993, росіян — 1 261, німців — 825, євреїв — 178, поляків — 1 832, чехів — 128, інших — 329.

## Персоналії
- Самойленко Анатолій Михайлович (1938) — український математик. Від 1978 член-кореспондент, тепер академік НАН України.